# Eden Ben Basat
Eden Ben Basat (en hébreu : עדן בן בסט) est un footballeur international israélien, né le 8 septembre 1986 à Kiryat Haïm. Il évolue comme attaquant.

## Jeunesse
Ben Basat a fait ses débuts avec le Hapoël Haïfa mais rejoint le centre de formation du Maccabi Haïfa et joue dans les équipes juniors du club.
Ronny Levy (en) le fit jouer en équipe première du Maccabi Haïfa et il disputa ainsi son premier match le 19 décembre 2004 contre l'Hapoël Nazrat Ilit.

## En club
Prêté lors de la saison 2007-2008, Eden Ben Basat est le meilleur buteur du championnat d'Israël de seconde division (Liga Leumit), en inscrivant 13 buts sous les couleurs de l’Hapoël Haïfa.
En septembre 2008, il s'engage avec le Kiryat Shmona.
De nouveau sous les couleurs de l’Hapoël Haïfa, Eden Ben Basat est le deuxième meilleur buteur du championnat d'Israël, derrière Toto Tamuz, lors de la saison 2010-2011, il a inscrit 18 buts en 30 matches. 
Annoncé au FC Bruges, au Chievo ou encore pour un retour au Maccabi Haïfa , en fin de contrat, il s'engage en juin 2011 pour 2 ans avec le Stade brestois.
Lors de la saison 2011-2012, il évolue souvent sur le côté gauche et n'inscrit que 4 buts.
Bien que n'étant pas titulaire en début saison, il remplace rapidement Charlison Benschop en attaque et réalise une excellente première moitié de saison 2012-2013 (7 buts) .
Le 31 janvier 2013, dans les dernières heures du mercato, il s'engage avec le Toulouse Football Club pour 4 ans pour remplacer Emmanuel Rivière,  parti à l'AS Monaco.
Le 16 février 2013, il inscrit son premier but sous le maillot de Toulouse face à l'ES Troyes AC dans les dernières minutes de la rencontre, permettant ainsi à sa nouvelle équipe de réduire le score, ce qui permettra deux minutes plus tard d'arracher le match nul 2-2.
En juillet 2014, il revient en Israël en signant avec le Maccabi Tel-Aviv.

## Sélection nationale
Ben Basat a été sélectionné dans les équipes nationales d'Israël des moins 17, 18 et 19 ans. Il a participé aux tours de qualification et à la phase finale du championnat d'Europe des moins de 17 ans en 2003 puis aux qualifications pour le championnat d'Europe des moins de 19 ans en 2005.
Le 17 mai 2012, il est sélectionné pour la première fois par Eli Guttman (en) dans l'équipe d'Israël pour disputer deux matches amicaux : face à la Tchéquie le 26 mai en Autriche et contre l'Allemagne le 31 mai à Leipzig,, mais n'entre pas en jeu au cours de ces matchs.
Il dispute son premier match en sélection le 11 septembre 2012 lors des éliminatoires de la coupe du monde 2014, contre la Russie.

## Palmarès
- Maccabi Haïfa
  - Champion d'Israël en 2005 et 2006.

- Maccabi Tel-Aviv FC
  - Championnat d'Israël en 2015

- Hapoël Haïfa
  - Coupe d'Israel en 2018

## Statistiques
| Saison      | Club                    | Pays   | Championnat  | Championnat | Championnat | Championnat  | Championnat  | Coupes nationales | Coupes nationales | Coupe d'Europe | Coupe d'Europe | Coupe d'Europe | Israël | Israël |
| Saison      | Club                    | Pays   | Division     | Matchs      | Buts        | Cartons      | Cartons      | Matchs            | Buts              | Type           | Matchs         | Buts           | Matchs | Buts   |
| ----------- | ----------------------- | ------ | ------------ | ----------- | ----------- | ------------ | ------------ | ----------------- | ----------------- | -------------- | -------------- | -------------- | ------ | ------ |
| Saison      | Club                    | Pays   | Division     | Matchs      | Buts        | Carton jaune | Carton rouge | Matchs            | Buts              | Type           | Matchs         | Buts           | Matchs | Buts   |
| 2004 - 2005 | Maccabi Haïfa           | Israël | Ligat HaAl   | 6           | 0           | -            | -            | -                 | -                 | -              | -              | -              | -      | -      |
| 2005 - 2006 | Maccabi Haïfa           | Israël | Ligat HaAl   | 12          | 3           | -            | -            | -                 | -                 | -              | -              | -              | -      | -      |
| 2006 - 2007 | Maccabi Haïfa           | Israël | Ligat HaAl   | 3           | 0           | -            | -            | -                 | -                 | -              | -              | -              | -      | -      |
| 2006 - 2007 | Maccabi Herzliya (prêt) | Israël | Ligat HaAl   | 9           | 0           | -            | -            | -                 | -                 | -              | -              | -              | -      | -      |
| 2007 - 2008 | Hapoël Haïfa (prêt)     | Israël | Ligat Leumit | 26          | 13          | -            | -            | -                 | -                 | -              | -              | -              | -      | -      |
| 2008 - 2009 | Ironi Kiryat Shmona     | Israël | Ligat HaAl   | 13          | 2           | -            | -            | 3                 | 0                 | -              | -              | -              | -      | -      |
| 2008 - 2009 | Hapoël Tel-Aviv         | Israël | Ligat HaAl   | 9           | 1           | -            | -            | 2                 | 0                 | -              | -              | -              | -      | -      |
| 2009 - 2010 | Hapoël Haïfa            | Israël | Ligat HaAl   | 29          | 9           | -            | -            | 5                 | 3                 | -              | -              | -              | -      | -      |
| 2010 - 2011 | Hapoël Haïfa            | Israël | Ligat HaAl   | 30          | 18          | -            | -            | 8                 | 3                 | -              | -              | -              | -      | -      |
| 2011 - 2012 | Stade brestois          | France | Ligue 1      | 32          | 4           | 3            | 0            | 2                 | 0                 | -              | -              | -              | -      | -      |
| 2012 - 2013 | Stade brestois          | France | Ligue 1      | 20          | 9           | 5            | 0            | 2                 | 1                 | -              | -              | -              | 4      | 2      |
| 2013        | Toulouse FC             | France | Ligue 1      | 8           | 3           | 0            | 0            | 0                 | 0                 | -              | -              | -              | 3      | 3      |
| 2013-2014   | Toulouse FC             | France | Ligue 1      | 24          | 4           | 0            | 0            | 4                 | 1                 | -              | -              | -              | 5      | 2      |

Au 27 juin 2014
Source: LFP (Ligue de Football Professionnel)

### Buts internationaux
| no | Date       | Sélection | Lieu                                    | Adversaire      | Évolution du score | Résultat | Compétition                       |
| -- | ---------- | --------- | --------------------------------------- | --------------- | ------------------ | -------- | --------------------------------- |
| 1  | 12/10/2012 | 2         | Stade Josy-Barthel, Luxembourg          | Luxembourg      | 0 - 2              | 0 - 6    | Éliminatoires Coupe du monde 2014 |
| 2  | 16/10/2012 | 3         | Stade Ramat Gan, Tel Aviv, Israël       | Luxembourg      | 2 - 0              | 3 - 0    | Éliminatoires Coupe du monde 2014 |
| 3  | 06/02/2013 | 5         | Winner Stadium, Netanya, Israël         | Finlande        | 1 - 0              | 2 - 1    | Match amical                      |
| 4  | 22/03/2013 | 6         | Stade Ramat Gan, Tel Aviv, Israël       | Portugal        | 2 - 1              | 3 - 3    | Éliminatoires Coupe du monde 2014 |
| 5  | 26/03/2013 | 7         | Windsor Park, Belfast, Irlande du Nord  | Irlande du Nord | 0 - 2              | 0 - 2    | Éliminatoires Coupe du monde 2014 |
| 6  | 10/10/2013 | 9         | Stade José Alvalade, Lisbonne, Portugal | Portugal        | 1 - 1              | 1 - 1    | Éliminatoires Coupe du monde 2014 |